# مرتضی عزیزمحمدی
مرتضی عزیز محمدی (انگلیسی: Morteza tami؛ زاده ۱۶ اوت ۱۹۸۶) یک بازیکن فوتبال اهل ایران است.